# Woody Creek
Woody Creek es un lugar designado por el censo ubicado en el condado de Pitkin en el estado estadounidense de Colorado. En el Censo de 2010 tenía una población de 263 habitantes y una densidad poblacional de 168,68 personas por km².

## Geografía
Woody Creek se encuentra ubicado en las coordenadas 39°16′15″N 106°53′18″O / 39.27083, -106.88833. Según la Oficina del Censo de los Estados Unidos, Woody Creek tiene una superficie total de 1.56 km², de la cual 1.56 km² corresponden a tierra firme y (0%) 0 km² es agua.

## Demografía
Según el censo de 2010, había 263 personas residiendo en Woody Creek. La densidad de población era de 168,68 hab./km². De los 263 habitantes, Woody Creek estaba compuesto por el 92.78% blancos, el 0.38% eran afroamericanos, el 0% eran amerindios, el 1.14% eran asiáticos, el 0.38% eran isleños del Pacífico, el 3.42% eran de otras razas y el 1.9% pertenecían a dos o más razas. Del total de la población el 10.65% eran hispanos o latinos de cualquier raza.